# Terrore in paradiso
Terrore in paradiso è un film per la televisione del 2021, scritto e diretto da Brian Skiba. 
È il sequel di Incubo in paradiso (Deadly Excursion, 2019), andato in onda in Italia il 15 agosto 2020 su Raidue.

## Trama
Dallas, Texas. La famiglia dei McCarthy si è salvata in passato da una serie di tentativi di rapimento a scopo estorsivo. Samantha è proprietaria di una catena di ristoranti nel Texas, mentre David è un dentista di Dallas. Malgrado le cautele rivolte dalle forze dell'ordine FBI (il latitante Ian LeBlanc non è stato ancora arrestato), i due coniugi conducono una vita senza limitazioni di libertà. Seppure sia provata dalle disavventure familiari, Sam tenta di reagire e segue i viaggi della figlia Ellie –atleta di una squadra di pallavolo deve andare in trasferta per un torneo di beach volley con l'amica Chelsea –, quasi si trattassero di mini-vacanze. In Florida, i McCarthy sono seguiti a loro insaputa dalla violenta banda familiare dei Rodriguez, disposta a tutto pur di ricavare 200.000 dollari già chiesti sotto forma di ricatto, rifacendosi così dei fallimentari precedenti colpi. I McCarthy sono rapiti. Quando tutto sembra andare per il peggio, ci sono degli eventi che cambiano il piano criminale posto in atto. Riappare Ian che interviene per salvare i McCarthy, vuole proteggere Ellie, dichiarando il suo amore per lei. César Rodriguez, l'artefice del sequestro estorsivo e di un tentativo di avance nei confronti di Samantha, viene arrestato. 
Torna il sereno. Tuttavia, la storia sembra volere continuare: uno dei rapitori sfuggiti, il giovane Miguel Rodriguez, osserva da lontano che ha intenzione di prendere il posto del padre negli affari e rivendica, nel corso di una telefonata allo zio Josè, l'interesse passionale per Ellie, affermando: "la ragazza è mia".

## Produzione
Le riprese si sono svolte nella contea di Broward, in Florida, più precisamente nelle città di Fort Lauderdale e di Hallandale Beach nel dicembre 2019, poco prima degli sviluppi della pandemia di COVID-19 nel mondo. 
Varie scene sono state girate in esterni su spiagge, proprietà private e un aeroporto pubblico. È interessante notare come il film è stato girato sia in acqua, sia a terra che in aria, con alcune delle scene più suggestive riprese dall'alto.
 Tra gli sceneggiatori appare l'attore Anthony Diemont al suo primo incarico come scrittore di cinema.

## Distribuzione
Il trailer del film è stato pubblicato il 12 marzo 2021, una settimana prima della sua messa in onda il successivo giorno 19 sul canale americano LMN (pay tv del gruppo A&E Networks). 
Il primo capitolo (Deadly Excursion) è andato in onda negli Stati Uniti sempre su LMN il 1º febbraio 2019.
In Italia il film è stato trasmesso in prima visione assoluta su Rai 2 sabato 17 luglio 2021, totalizzando solo 1,035 milioni di spettatori e il 6,2% di share.

## Accoglienza

### Ascolti
Il film, negli USA, è stato seguito da appena 335.000 telespettatori con lo 0,1% di share.

## Critica
In Italia è stato definito un «classico di metà estate». Il film è stato ignorato su Rotten Tomatoes, non ha un indice di gradimento né recensioni per calcolare il voto medio di gradimento.

## Curiosità
Nel film appare, per pochi istanti, l'arbitro di una partita del torneo di beach volley: è Tyler Beede, campione di baseball della squadra dei Sacramento River Cats e della San Francisco Giants nella Major League Baseball (MLB), marito dell'attrice protagonista del film TV, Alexandria "Allie" DeBerry, sposati dal 2017.